# Unruoch III
Unruoch III van Friuli (rond 840 in Friuli - 874) was van 863 tot 874 markgraaf van het hertogdom Friuli.
Unruoch was de oudste zoon van markgraaf Eberhard van Friuli uit het geslacht van de Unruochingen. Hij erfde zijn vaders bezittingen in Zwaben en Italië. Zijn moeder was Gisela, dochter van keizer Lodewijk de Vrome. Hij was getrouwd met Ava van Monza, dochter van de Liutfried (ca. 805 - 864) heer van Monza, graaf in de Sundgouw, lekenabt van Münster-Granfelden, uit het geslacht van de Etichoniden. Ava was een nicht van de keizerin Ermengarde van Haspengouw, die was getrouwd met keizer Lotharius I). Unruoch III steunde Lotharius II toen deze van zijn vrouw Theutberga wilde scheiden. 
Unruoch III en Ava hadden een onbekende dochter, zij was non maar werd door een bisschop ontvoerd om met een neef van hem te trouwen